# Barad-dûr
Barad-dûr is in de trilogie In de Ban van de Ring van J.R.R. Tolkien het fort van Sauron. Barad-dûr betekent "zwarte toren" in het Sindarijns. In de taal van Mordor heette het Lugbúrz.
Na de vernietiging van Morgoth door de legers van de Valar op het eind van de eerste era leek Sauron oprecht spijt te hebben dat hij zich bij Morgoth had aangesloten. Maar Sauron was bang of te trots om zijn spijt te betuigen en zich over te geven aan de genade van de Valar. Hij verschool zich in Midden-Aarde.
Lang, enkele honderden jaren, hield hij zich schuil. Maar zijn lust naar macht en om te heersen over Midden-Aarde groeide. Rond het jaar 500 liet hij voor het eerst van zich horen. Langzaam begon hij aan zijn grote plan.
Inmiddels had Numenor zich ontwikkeld tot een grote macht. In Midden-Aarde zelf bloeide het grote Elfenrijk Eregion. Moria trok veel dwergen uit de Blauwe Bergen aan.
Sauron was verontrust door de macht van de Numenoreanen. Rond het jaar 1000 trok hij zich terug op Mordor om daar zijn bolwerk van te maken. Hier begon hij met de bouw van zijn fort de Barad-dûr. “Daar, boven de vallei van Gorgoroth werd zijn grote, sterke vesting gebouwd, de Barad-dûr, de Donkere Toren.”(uit: De Silmarillion).
Sauron had een mooie en aangename vorm, wijs en vaardig, aangenomen en als Annatar zocht hij contact met de elfensmeden van Eregion. Die waren begonnen met het ontwikkelen van Ringen van Macht. In samenwerking met Sauron groeide hun vaardigheid.
Sauron smeedde uiteindelijk de Ene Ring om alle andere ringen te overheersen. Hiertoe werd een groot deel van zijn aangeboren macht in de Ring verwerkt. De macht van de Ring gebruikte hij om de fundamenten van de Barad-dûr onverwoestbaar te maken. Maar met het smeden van de Ring werden de elfen zich bewust van zijn doelstellingen.
Kort na het jaar 1600 voltooit Sauron de Barad-dûr. Spoedig daarop ontbrandde de oorlog tussen Elfen en Sauron. Eregion wordt verwoest. Sauron loopt Eriador onder de voet.
Intussen is de macht van Numenor blijven groeien. Uiteindelijk verklaren de Numenoreanen de oorlog aan Sauron. Als de Numereaanse koning met een immense vloot land bij Umbar verlaten Saurons bondgenoten hem. Sauron zelf komt uit de Barad-dûr en geeft zich in handen van koning Ar Pharazon.
Uiteindelijk weet Sauron de Numenoreanen te corrumperen. Numenor wordt verwoest. Saurons lichaam is vernietigd. Maar zijn geest keert terug naar Mordor. “Daar vatte hij zijn grote Ring in Barad-dûr weer op en woonde daar, donker en zwijgend, tot hij een nieuwe vermomming voor zichzelf maakte, een beeltenis van zichtbaar gemaakte boosaardigheid en haat.” (Uit: De Silmarillion).
In de Barad-dûr heeft Sauron de beschikking over de palantir van Minas Ithil. Hierdoor kan hij zich op de hoogte houden van gebeurtenissen elders in Midden-Aarde. Als hij de palantir gebruikt lijkt het of er een rood licht komt uit een raam hoog in de Barad-dûr, en er wordt gezegd dat niets het Oog van Sauron ontgaat.
Als Sauron hersteld is begint hij de oorlog tegen de rijken van de bannelingen van Numenor in Midden-Aarde. Maar door het Laatste Bondgenootschap van Elfen en Mensen wordt hij verslagen. De Barad-dûr wordt verwoest. Maar omdat de Ring niet is vernietigd blijven de fundamenten van de Barad-dûr intact.
In de derde era duurt het lang voor Sauron weer vorm aanneemt en zich openlijk vertoont. Hij wordt verdreven uit zijn schuilplaats in Dol Guldur en trekt weer naar Mordor, dat al door de Ringgeesten gereed is gemaakt. Sauron begint hier ogenblikkelijk met de herbouw van de Barad-dûr.
Sauron zoekt in de periode daarna naar de Ring die verloren is gegaan. Hij weet Gollum gevangen te nemen. Gollum wordt naar de Barad-dûr gebracht en hier gemarteld. Maar uiteindelijk laat Sauron Gollum ontsnappen in de hoop dat hij hem naar de Ring brengt.

## Beschrijving
Een exacte beschrijving van de Barad-dûr wordt nergens gegeven in de werken van Tolkien. Wel is het duidelijk dat de Barad-dûr het grootste fort was dat Midden-Aarde gezien heeft sinds de vernietiging van Angband.
Frodo krijgt even een beeld van de Barad-dûr als hij op Amon Hen is: "Toen, ten slotte, werd zijn blik door iets aangetrokken: muur na muur, kanteel na kanteel, zwart, onmetelijk sterk, berg van ijzer, poort van staal, toren van adamant, zag hij het: Barad-dûr, het fort van Sauron.”
Er liep een weg van de Barad-dûr naar de vulkaan Orodruin: “wat hij zag was Saurons weg van Barad-dûr naar Sammath Naur, de Vuurkamers. Uit de enorme westelijk poort van de Zwarte Toren liep het over een diepe afgrond via een enorme ijzeren brug.”(Uit: In de Ban van de Ring).
De weg van Sauron was niet de enige connectie tussen de Barad-dûr en de Doemberg want er stroomde een rivier van lava naar de Zwarte toren die daar het ravijn om Barad-dûr heen vulde.
Slechts even heeft Sam vanaf de hellingen van de Doemberg een glimp opgevangen van de Barad-dûr: “en toen zag hij, zwart oprijzend, zwarter en donkerder dan de enorme schaduwen waartussen hij stond, de wrede pinakels en ijzeren kroon van de bovenste toren van Barad-dûr.” Deze bovenste toren is de toren waarin het raam zit waardoor het Oog van Sauron naar de wereld kijkt.
De Barad-dûr wordt ten slotte volledig vernietigd als de Ring in het vuur van de Doemberg verdwijnt, en de fundamenten van de Zwarte Toren worden vernietigd. De beste beschrijving van de Barad-dûr wordt gegeven als Sam en Frodo zien hoe de toren vernietigd wordt: “Hij had een kortstondig visioen van rondkolkende wolken en te midden daarvan torens en kantelen, hoog als heuvels, gegrondvest op een machtige bergtroon boven onmetelijke schachten: grote binnenplaatsen en kerkers, raamloze gevangenissen steil als klippen en gapende poorten van staal en adamant: en toen ging alles voorbij. Torens vielen en bergen verzakten, muren verbrokkelden en smolten en stortten ineen.”